# Monumente funerare la cimitirul armenesc (Grigoriopol)
Monumente funerare la cimitirul armenesc este un monument amplasat în Grigoriopol, Republica Moldova. Este un monument de artă și istoric de importanță națională inclus în Registrul monumentelor Republicii Moldova ocrotite de stat cu nr. 475 (raionul Grigoriopol). Datează de la sf. sec. XVIII – înc. sec. XX.